# Rui Abreu
Rui Abreu (Lourenço Marques, Moçambique, 23 de Junho de 1961 - Cleveland, Ohio, EUA, 1 de Novembro de 1982) foi um nadador português.
Iniciou a prática da natação ainda naquela ex-colónia portuguesa (Moatize, distrito de Tete). Cruza-se com Paulo Frischknecht, da mesma idade, em 1972 por ocasião de uma selecção de jovens. Em 1975 vai morar para Coimbra. Em 1976 participa nos Jogos Olímpicos de Montreal. Em 1977 recebeu a Medalha Olímpica Nobre Guedes atribuída anualmente pelo Comité Olímpico de Portugal.
Volta aos Jogos Olímpicos em 1980. No ano seguinte emigrou para os E.U.A. onde prosseguiu os estudos e a prática da natação na Universidade de Cleveland. Em 1982 foi o único representante da sua escola nos Campeonatos Universitários de Natação. Suicidou-se no início de Novembro desse ano, no quarto do dormitório onde vivia, pedindo para ficar sepultado nos Estados Unidos.
A sua carreira ficou marcada por alguns sucessos relevantes: foi recordista nacional absoluto dos 100 m livres, dos 100 m e 200 m costas, dos 200 m estilos e das estafetas de 400 m livres e 4 x 100 m estilos. O nadador foi Campeão Nacional, Recordista Regional e Nacional e ainda nadador Olímpico em 1976 e 1980.
O complexo de Piscinas Municipais Rui Abreu, na Pedrulha em Coimbra, foi inaugurado a 5 de Setembro de 2004.  A Associação de natação de Coimbra realizou igualmente o Troféu Rui Abreu.